# Smaïl Diss
Smaïl Diss, né le 2 décembre 1976 à Mostaganem, est un footballeur international algérien, qui évoluait au poste de défenseur central.
Il compte 11 sélections en équipe nationale entre 2001 et 2006.

## Biographie

### En club
Avec le club de l'ES Sétif, il participe à la Ligue des champions d'Afrique et à la Coupe de la confédération. Il atteint la finale de la Coupe de la confédération en 2009, en étant battu par le Stade malien.

### En équipe nationale
Il reçoit 11 sélections en équipe d'Algérie entre 2001 et 2006.
Il joue deux matchs comptant pour les tours préliminaires du mondial 2006, face à l'Angola, et face au Zimbabwe.

## Statistiques
| Saison                | Club                  | Championnat           | Championnat | Championnat | Coupe(s) nationale(s) | Coupe(s) nationale(s) | Compétition(s) continentale(s) | Compétition(s) continentale(s) | Compétition(s) continentale(s) | Algérie | Algérie | Total | Total |
| Saison                | Club                  | Division              | M.          | B.          | M.                    | B.                    | Comp.                          | M.                             | B.                             | M.      | B.      | M.    | B.    |
| 1996-1997             | ES Mostaganem         | 2                     | -           | -           | -                     | -                     | -                              | -                              | -                              | -       | -       | 0     | 0     |
| 1997-1998             | ES Mostaganem         | 1                     | -           | -           | -                     | -                     | -                              | -                              | -                              | -       | -       | 0     | 0     |
| 1998-1999             | ES Mostaganem         | 1                     | -           | -           | -                     | -                     | -                              | -                              | -                              | -       | -       | 0     | 0     |
| 1999-2000             | ES Mostaganem         | 2                     | -           | -           | -                     | -                     | -                              | -                              | -                              | -       | -       | 0     | 0     |
| 2000-2001             | ES Mostaganem         | 2                     | -           | -           | -                     | -                     | -                              | -                              | -                              | -       | -       | 0     | 0     |
| Sous-total            | Sous-total            | Sous-total            | -           | -           | -                     | -                     | -                              | -                              | -                              | -       | -       | 0     | 0     |
| 2001-2002             | USM Blida             | 1                     | 25          | 3           | 5                     | 1                     | -                              | -                              | -                              | 1       | 0       | 31    | 4     |
| 2002-2003             | USM Blida             | 1                     | 26          | 1           | 1                     | 0                     | -                              | -                              | -                              | 6       | 0       | 33    | 1     |
| 2003-2004             | USM Blida             | 1                     | 26          | 2           | 2                     | 1                     | C4                             | 8                              | 1                              | -       | -       | 36    | 4     |
| 2004-2005             | USM Blida             | 1                     | 25          | 1           | 3                     | 0                     | -                              | -                              | -                              | 3       | 0       | 31    | 1     |
| 2005-2006             | USM Blida             | 1                     | 23          | 1           | 1                     | 0                     | -                              | -                              | -                              | -       | -       | 24    | 1     |
| 2006-2007             | USM Blida             | 1                     | 29          | 3           | 4                     | 2                     | -                              | -                              | -                              | -       | -       | 33    | 5     |
| 2007-2008             | USM Blida             | 1                     | 27          | 3           | 3                     | 0                     | -                              | -                              | -                              | -       | -       | 30    | 3     |
| Sous-total            | Sous-total            | Sous-total            | 181         | 14          | 19                    | 4                     | -                              | 8                              | 1                              | 10      | 0       | 218   | 19    |
| 2008-2009             | ES Sétif              | 1                     | 24          | 2           | 4                     | 0                     | -                              | 13                             | 0                              | -       | -       | 41    | 2     |
| 2009-2010             | ES Sétif              | 1                     | 22          | 1           | 5                     | 0                     | -                              | 9                              | 1                              | -       | -       | 36    | 2     |
| 2010-2011             | ES Sétif              | 1                     | 18          | 1           | 2                     | 1                     | -                              | 5                              | 0                              | -       | -       | 25    | 2     |
| 2011-2012             | ES Sétif              | 1                     | 21          | 3           | 2                     | 0                     | -                              | 2                              | 0                              | -       | -       | 25    | 3     |
| Sous-total            | Sous-total            | Sous-total            | 85          | 7           | 13                    | 1                     | -                              | 29                             | 1                              | -       | -       | 127   | 9     |
| 2012-2013             | USM Bel Abbès         | 2                     | 12          | 0           | 0                     | 0                     | -                              | -                              | -                              | -       | -       | 12    | 0     |
| Total sur la carrière | Total sur la carrière | Total sur la carrière | 278         | 24          | 42                    | 5                     | -                              | 37                             | 2                              | 10      | 0       | 367   | 31    |

## Palmarès
- Champion d'Algérie en 2009 et 2012 avec l'ES Sétif
- Vainqueur de la Coupe d'Algérie en 2010 et 2012 avec l'ES Sétif